# Josep Manuel Izquierdo Romeu
Josep Manuel Izquierdo Romeu (Catarroja, 11 de juliol del 1890 – València, 10 de maig del 1951) fou un músic, compositor i professor del Conservatori de València.

## Biografia
Estudià al Conservatori Superior de Música de València amb els mestres Salvador Giner i Vidal (composició) i Amanci Amorós, i continuà la seva formació amb el mestre Bartolomé Pérez Casas al Real Conservatorio Superior de Música de Madrid.
Violinista de la primera formació de l'Orquesta Filarmónica de Madrid (1915), més endavant n'esdevingué director. La part més important de la seva carrera, però, estigué vinculada a l'Orquestra de València des de la seva fundació el 1916 ençà; el novembre del 1925 n'esdevingué director. També dirigí la Banda Primitiva de Llíria el 1941 i la banda de la Societat Musical L'Artesana de Catarroja. En el camp pedagògic, va ser professor del Conservatori de València; d'entre els seus alumnes en destaca el futur professor José Férriz Llorens.
Compongué sarsueles, música religiosa (marxes de processó de Setmana Santa), música de cambra i per a banda. També fou autor de diverses transcripcions per a banda d'obres de música clàssica (dels compositors Serrano, Weber, Borodín, Schubert i Wagner) i reinstrumentà per a orquestra obres de Domènec Mas i Serracant, Lorenzo Perosi, Eduardo Torres i Marie-Joseph Erb.
Catarroja l'homenatjà dedicant-li un carrer i el Concurs Nacional de Composició José Manuel Izquierdo (Rafael Talens Pelló en guanyà la quarta edició, el 1988).

## Obres
- Ave Maria (1929), motet per a tenor i orquestra
- Bombita III (ca. 1909), pas-doble per a piano
- Misa de Gloria, a tres veus, cor, orgue i orquestra, en llatí
- Panis Angelicus, motet per a baríton, orgue i orquestra
- Stetit Angelus: motete a San Miguel Arcángel, per a tenor, baix, cor mixt i orquestra

### Música per a l'escena
- La billetera, sarsuela
- La Bohemia Azul (1925), sarsuela
- Les Creus de maig (1927), lletra de Francesc Barchino Pérez
- Fiestas y amores: bocet lírico-dramàtic (1908), lletra d'Eduard Escalante Feo
- Golondrina de Madrid (1944), sarsuela de Josep Serrano i JM Izquierdo, amb llibret de Luis Fernández de Sevilla
- El gran mandarín, sarsuela
- Mar adins!... (1927), sarsuela amb lletra de Vicent Alfonso Andreu
- S'han salvat (1927), sarsuela amb lletra de Rafael Gayano Lluch
- El signo del Zodíaco, sarsuela
- Tra-ca-trac (1932), revista amb lletra de Faust Hernández Casajuana i músiques de JM Izquierdo, C.Romero, Nicolás García, Pere Sosa López[2]
- Venganza de amor (1926), amb llibret de Venancio Serrano Clavero

### Obres per a banda
- Álvarez
- Antañón (1945), pas-doble
- Aurora, tema d'interpretació obligatòria en la secció 3a. del 31è. Certamen Provincial de Bandes de Música de València, del 2007 (Ressenya de l'obra)
- Los centauros (1949), marxa triomfal
- Dansa oriental (Ressenya Arxivat 2007-04-13 a Wayback Machine.)
- Día de Pascua (en Catarroja) (1946), poema simfònic (Ressenya Arxivat 2007-06-08 a Wayback Machine.)
- ¡Majo, no mientas! (1948), bolero. Forma part d'Impresiones españolas. Té també versió per a orquestra
- Pakalito: pasacalle madrileño (1948)
- San Miguel Arcángel (1946), marxa de processó
- Toreo rondeño (1946), pas-doble

## Arxius de so
Gravació de la Diputació Provincial de València, interpretada per la Banda de la Societat Ateneu Musical de Cullera. Comprèn obres de diversos compositors (la primera peça és de Josep Manuel Izquierdo, Majo, no mientas), en format ZIP Arxivat 2007-09-27 a Wayback Machine.